# КК Храстник
КК Храстник је словеначки кошаркашки клуб из Храстника. Основан је 1950. године. Такмичи се у Другој лиги Словеније.